# Montjavoult
Montjavoult est une commune française située dans le Vexin français, dans le département de l'Oise en région Hauts-de-France. 

## Géographie

### Localisation

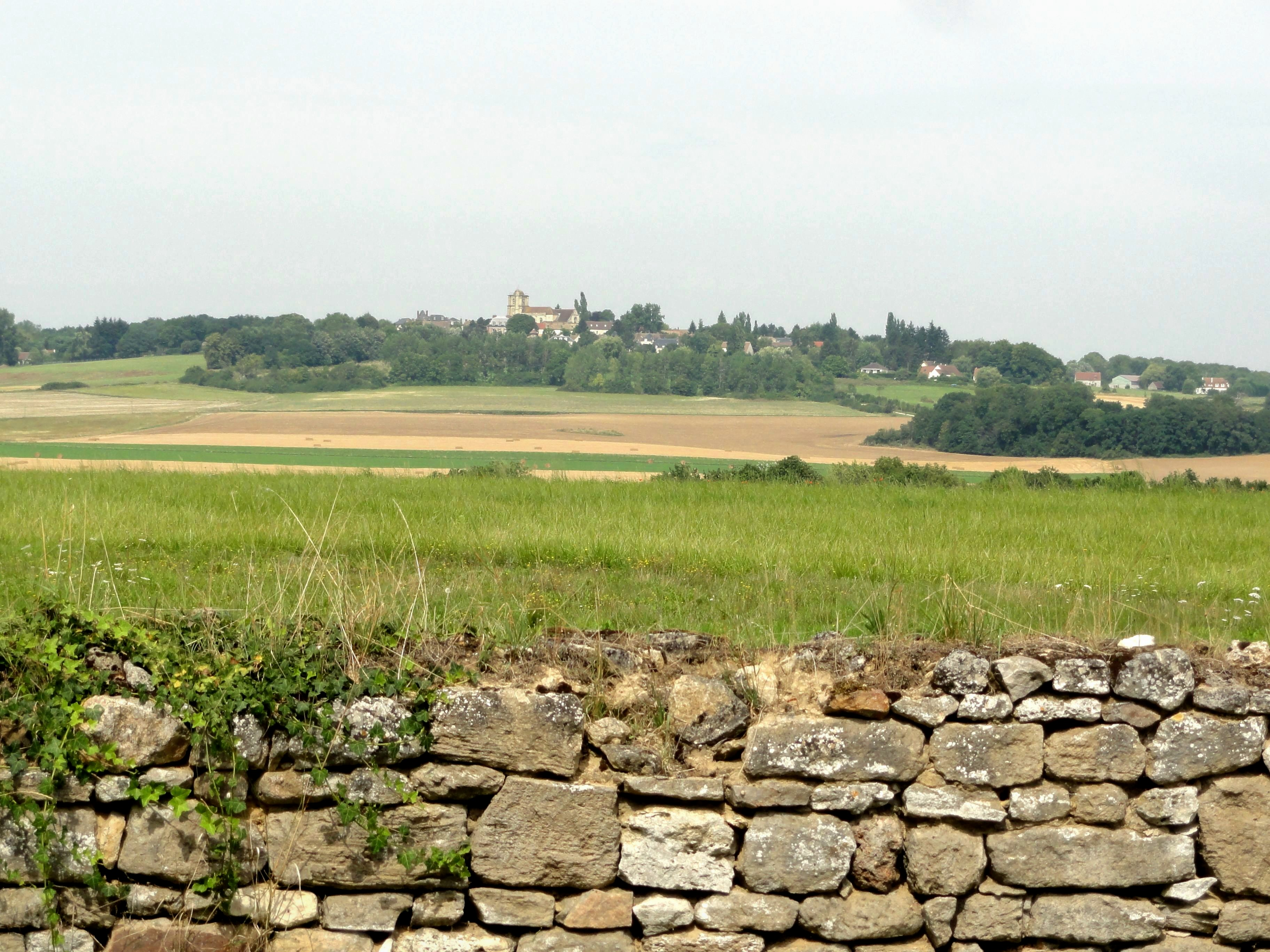
Montjavoult vu depuis Montagny-en-Vexin

Montjavoult est un village du Vexin français situé dans l'Oise, limitrophe du Val-d'Oise et proche du département de l'Eure, à 8 km à vol d'oiseau au sud de Gisors, à 9 km au sud-ouest de Chaumont-en-Vexin et 31 km de Beauvais, àà 30 km au nord-ouest de Beauvais, 7 km au nord de Magny-en-Vexin et 56 km au sud-est de Rouen.
Le sentier de grande randonnée GR 125 y passe.
La commune se trouve dans l'aire d'attraction de Paris, dans la zone d'emploi de Beauvais et dans le bassin de vie de Gisors.

### Communes limitrophes
Les communes limitrophes sont  Boury-en-Vexin, Delincourt, Lattainville, Montagny-en-Vexin, Parnes, Saint-Gervais, Serans et Vaudancourt.
| Vaudancourt | Lattainville  | Delincourt        |
|             | Montjavoult   | Montagny-en-Vexin |
| Parnes      | Saint-Gervais | Serans            |

### Géologie et relief
La superficie de la commune est de 16,73 km2 ; son altitude varie de 71  à   207 mètres. 
Montjavoult  culmine à 207 mètres, étant ainsi l'un des plus hauts villages du Bassin parisien.

### Hydrographie

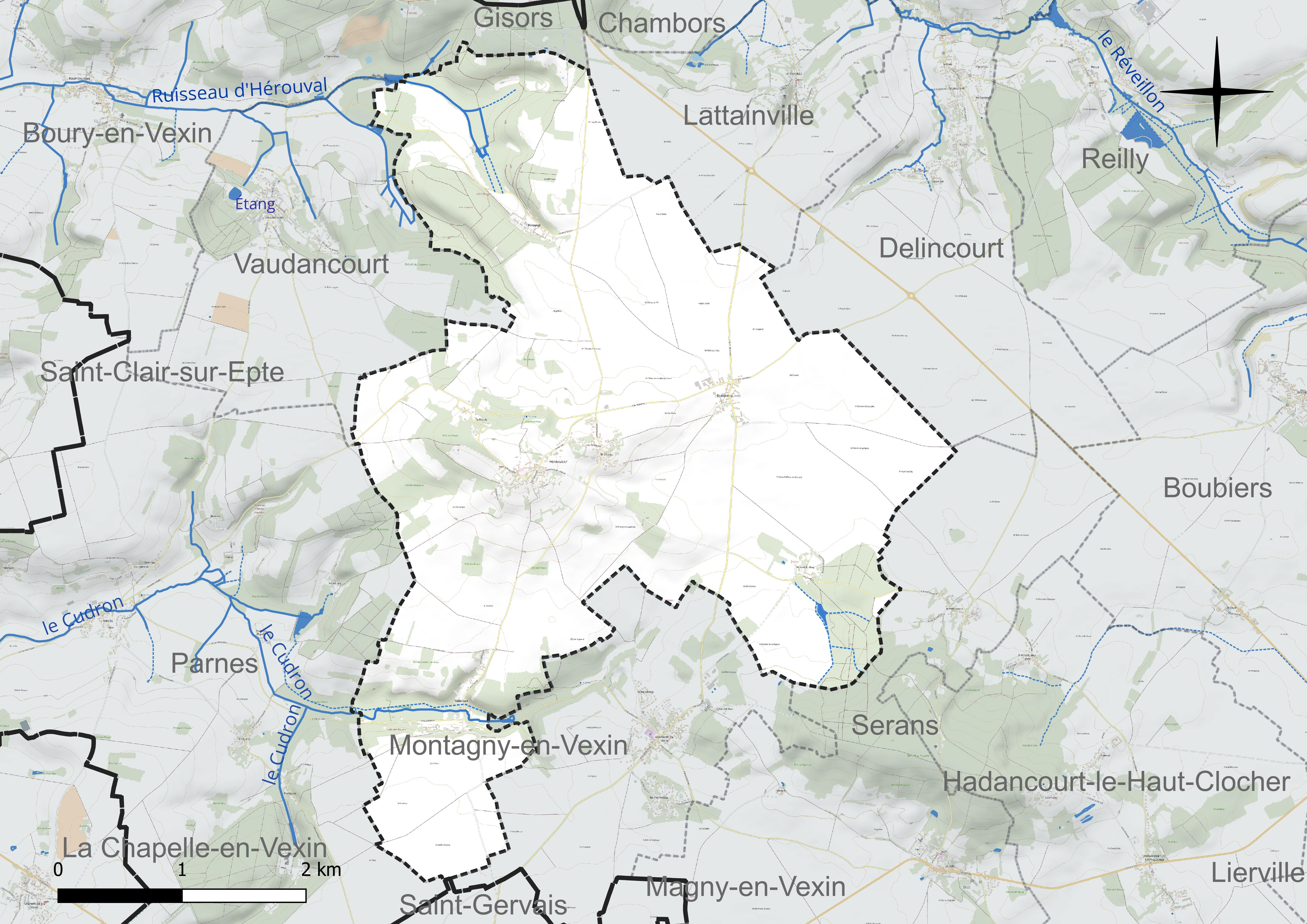
Réseau hydrographique de Montjavoult.

La commune est située dans le bassin Seine-Normandie. 
Elle est drainée par le ruisseau d'Herouval et le cours d'eau 01 de la commune de Montagny-en-Vexin,,.

### Climat
Pour des articles plus généraux, voir Climat des Hauts-de-France et Climat de l'Oise.
En 2010, le climat de la commune est de type climat océanique dégradé des plaines du Centre et du Nord, selon une étude du CNRS s'appuyant sur une série de données couvrant la période 1971-2000. En 2020, Météo-France publie une typologie des climats de la France métropolitaine dans laquelle la commune est exposée à un climat océanique et est dans la région climatique  Sud-ouest du bassin Parisien, caractérisée par une faible pluviométrie, notamment au printemps (120 à 150 mm) et un hiver froid (3,5 °C). 
Pour la période 1971-2000, la température annuelle moyenne est de 10,3 °C, avec une amplitude thermique annuelle de 14,3 °C. Le cumul annuel moyen de précipitations est de 754 mm, avec 11,8 jours de précipitations en janvier et 8,7 jours en juillet. Pour la période 1991-2020, la température moyenne annuelle observée sur la station météorologique la plus proche, située sur la commune de Jaméricourt à 12 km à vol d'oiseau, est de 11,0 °C et le cumul annuel moyen de précipitations est de 695,7 mm,. Pour l'avenir, les paramètres climatiques de la commune estimés pour 2050 selon différents scénarios d'émission de gaz à effet de serre sont consultables sur un site dédié publié par Météo-France en novembre 2022.

## Urbanisme

### Typologie
Au 1er janvier 2024, Montjavoult est catégorisée commune rurale à habitat dispersé, selon la nouvelle grille communale de densité à sept niveaux définie par l'Insee en 2022.
Elle est située hors unité urbaine. Par ailleurs la commune fait partie de l'aire d'attraction de Paris, dont elle est une commune de la couronne,. 

### Occupation des sols

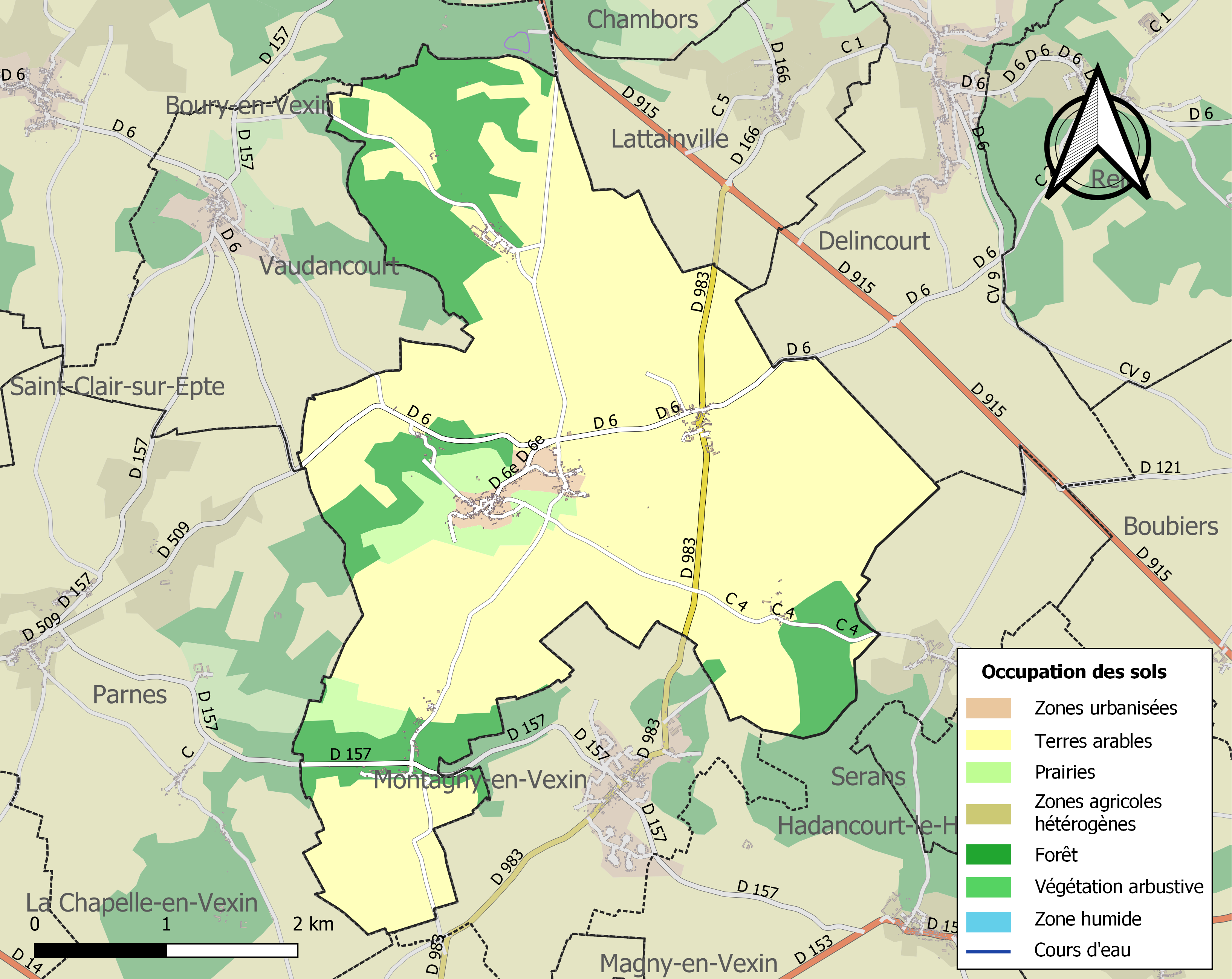
Carte des infrastructures et de l'occupation des sols de la commune en 2018 (CLC).

L'occupation des sols de la commune, telle qu'elle ressort de la base de données européenne d'occupation biophysique des sols Corine Land Cover (CLC), est marquée par l'importance des territoires agricoles (79,7 % en 2018), une proportion identique à celle de 1990 (79,7 %). 
La répartition détaillée en 2018 est la suivante : terres arables (75 %), forêts (18,7 %), prairies (4,7 %), zones urbanisées (1,6 %). 
L'évolution de l'occupation des sols de la commune et de ses infrastructures peut être observée sur les différentes représentations cartographiques du territoire : la carte de Cassini (XVIIIe siècle), la carte d'état-major (1820-1866) et les cartes ou photos aériennes de l'IGN pour la période actuelle (1950 à aujourd'hui).

### Lieux-dits, hameaux et écarts
La commune compte six hameaux et lieux-dits habités, qui sont Beaugrenier, Hérouval, le Bout du Bois, le Marais, le Vouast et Valécourt

### Habitat et logement

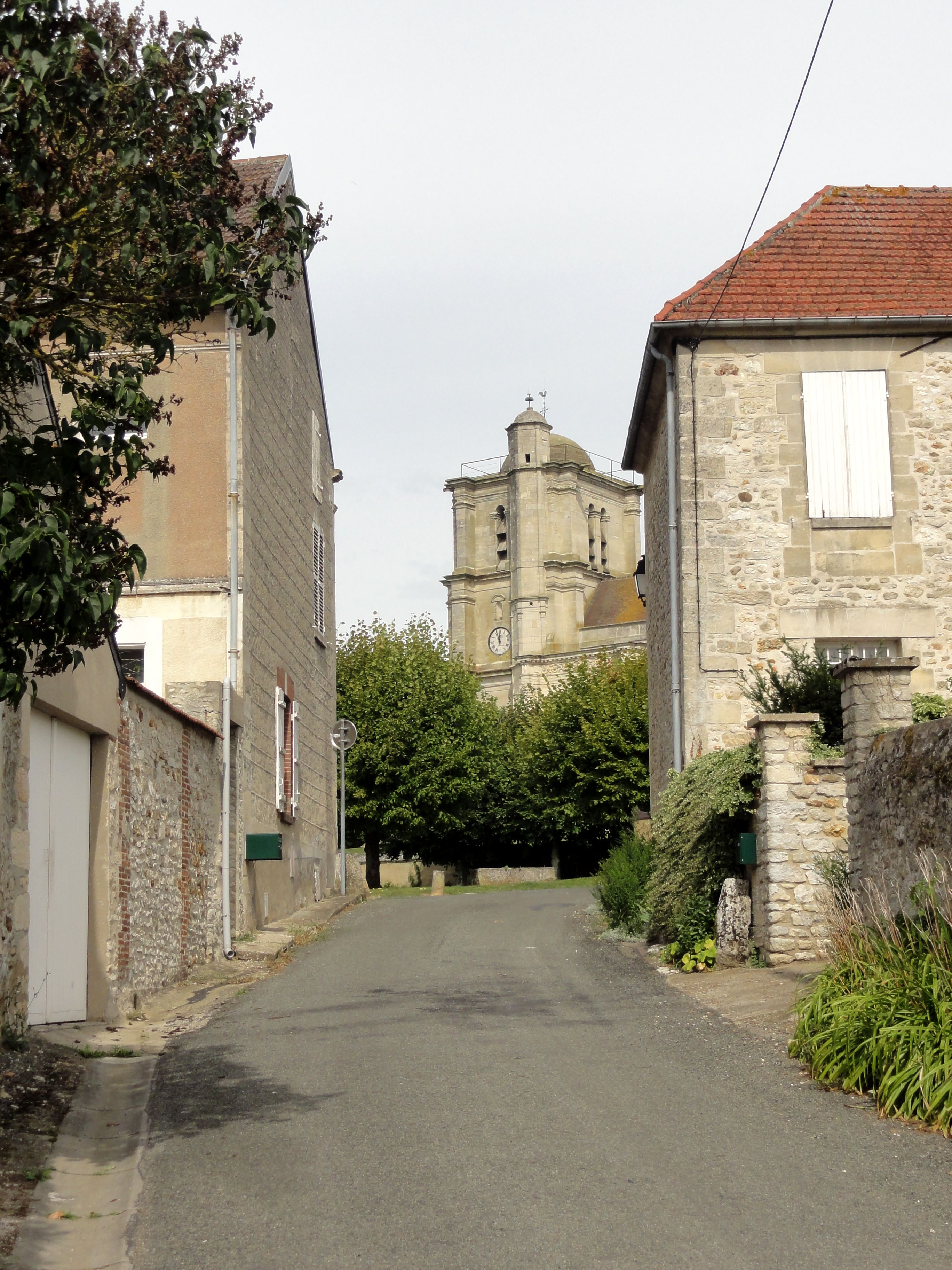
La rue des Soins et l'église

En 2021, le nombre total de logements dans la commune était de 277, alors qu'il était de 260 en 2016 et de 251 en 2011. 
Parmi ces logements, 73,4 % étaient des résidences principales, 18,7 % des résidences secondaires et 7,9 % des logements vacants. Ces logements étaient pour 89,5 % d'entre eux des maisons individuelles et pour 9,4 % des appartements. 
Le tableau ci-dessous présente la typologie des logements à Montjavoult en 2021 en comparaison avec celle de l'Oise et de la France entière. Une caractéristique marquante du parc de logements est ainsi une proportion de résidences secondaires et logements occasionnels (18,7 %) supérieure à celle du département (2,4 %) et à celle de la France entière (9,7 %). 
| Typologie                                               | Montjavoult | Oise | France entière |
| ------------------------------------------------------- | ----------- | ---- | -------------- |
| Résidences principales (en %)                           | 73,4        | 90,5 | 82,2           |
| Résidences secondaires et logements occasionnels (en %) | 18,7        | 2,4  | 9,7            |
| Logements vacants (en %)                                | 7,9         | 7    | 8,1            |

### Voies de communication et transports
Le village n'est desservi par aucune grande route, mais l'ancienne route nationale 15 (actuelle RD 915) constituant l'axe Pontoise-Gisors-Dieppe passe à proximité.
La commune est desservie, en 2023, par les lignes 605, 6106 et 6136 du réseau interurbain de l'Oise.

## Toponymie
Le nom de la localité est attesté sous les formes monte jocundiaco en 832 et 862,, ; monte Genvoldi en 1157,,, ; monte jovis et mont Jove en 1207 ; Montgeuvol et Montjavou en 1208 ; Mongeuvolt en 1213 ; Mongenvolt en 1213 ; Mont Genvolt en 1214 ; montis jovis en 1220 ; monte iovis en 1234 ; monte jovis en 1248 ; Monjavou au XIIIe siècle ; Mons jovis en 1337 ; Monjanvult en 1487 ; Mont Javoust en 1488 ; Mont Javoult en 1497 ; Montiavoult en 1554 ; Mont javou en 1635 ; Moniavoult en 1654 ; Montjavolt en 1720 ; Montjavoult en 1840,.
Il s'agit d'une formation toponymique médiévale en Mont- « hauteur, colline, mont » (mot issu du gallo-roman MONTE, formé à partir de l'accusatif du latin mōns, c'est-à-dire montem) suivi d'un anthroponyme germanique,, qui seul est capable de rendre compte des formes anciennes en -oldi / -olt et qui explique par évolution régulière la terminaison -oult de Javou[lt]. Les avis divergent cependant sur la nature exacte de ce nom de personne : Albert Dauzat considère que la forme initiale est Genvold, François de Beaurepaire propose Givald / Givold (il lit *Geuvoldi pour la forme de 1157) qu'il latinise en Givaldus / Givoldus, bien attesté et Ernest Nègre suppose une variante de Genvold avec la désinence latinisée -us, à savoir *Genboldus, dont seul le féminin Genbolda est attesté.
Ni Ernest Nègre, ni François de Beaurepaire ne tiennent compte des formes du IXe siècle, car elles n'expliquent pas les formes postérieures et le toponyme actuel, seul Dauzat remarque qu'il y avait un toponyme primitif en -acum formé avec le nom de personne latin Jucundius et qui aurait dû aboutir à *Jongy localement (cf. Jongieux, Savoie, Jongiacum 1399). En revanche, Ernest Nègre s'intéresse aux latinisations savantes en Monte Jovis argant du fait qu'elles sont motivées par la tradition qui veut que ce lieu soit initialement consacré à Jupiter, peut-être sous-entend-t-il que l'attraction qu'elles auraient exercées explique le passage anormal du [b] de *Genboldus au [v] de *Genvoldus ? La formation toponymique Monte Jovis existe par ailleurs et a régulièrement donné Montjoux (Drôme, [castrum] Montis Jovis 1278). François de Beaurepaire rapproche Montjavoult des nombreux Jeufosse (Yvelines, Fossa Givaldi au IXe siècle Guiolt fossa sans date), Géfosse (Calvados, Guioldfosse 1160), Guéfosse (Orne), Geffosses (Manche, Givolli fossa 1084), ainsi que du type Courgivaux (Marne, Courgivolt 1153, Curia Givoldi 1209), etc..

## Histoire

### Préhistoire
Des vestiges archéologiques ont été découverts et font remonter l'occupation humaine au néolithique, vers - 70.000.

### Antiquité
Les restes d'un fanum gallo-romain) ont été retrouvés au XIXe siècle sur le site de l'église. Jacques Cambry en parle dans sa Description du département de l'Oise, de 1803, et Louis Graves mentionne les fouilles de 1826 dans son Précis statistique du canton de Chaumont-en-Vexin.
Des monaies romaines ont été retrouvées, et une légende évoque des druides se réunissant sur la butte où se seraient trouvés trois cercles de menhirs.

### Moyen Âge
Montjavoult a longtemps été un fief dépendant de l'abbaye de Saint-Denis. 
Au XIVe siècle, Raoul de Presles mentionne les trois buttes de Montjavoult, Courdimanche et Montmartre dédiées, selon lui, respectivement à Jupiter, Apollon et Mars, et communiquant entre elles par des feux (l'utilisation de la butte de Montjavoult pour des communications optiques pendant des siècles est attestée).

## Politique et administration

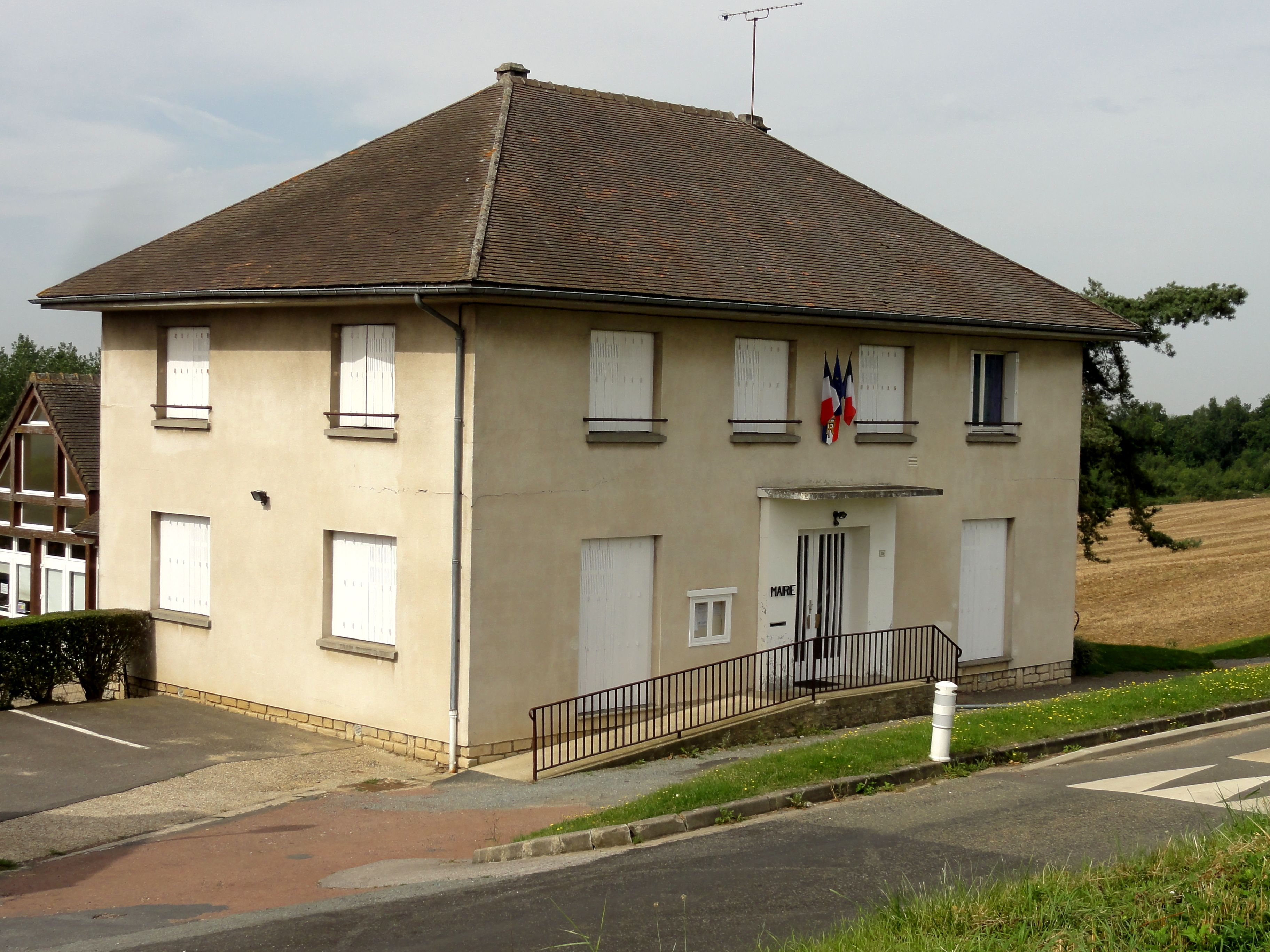
La mairie

### Rattachements administratifs et électoraux

#### Rattachements administratifs
La commune se trouve dans l'arrondissement de Beauvais du département de l'Oise.  
Après avoir été en 1793 un chef-lieu de canton, elle faisait partie depuis 1801 de celui de Chaumont-en-Vexin. Dans le cadre du redécoupage cantonal de 2014 en France, cette circonscription administrative territoriale a disparu, et le canton n'est plus qu'une circonscription électorale.

#### Rattachements électoraux
Pour les élections départementales, la commune fait partie depuis 2014 d'un nouveau canton de Chaumont-en-Vexin porté de 37 à 73 communes..
Pour l'élection des députés, elle fait partie de la deuxième circonscription de l'Oise.

### Intercommunalité
Montjavoult est membre de la communauté de communes du Vexin-Thelle, un établissement public de coopération intercommunale (EPCI) à fiscalité propre créé en 2000 et auquel la commune a transféré un certain nombre de ses compétences, dans les conditions déterminées par le code général des collectivités territoriales.

### Liste des maires
| Période                                  | Période                       | Identité           | Étiquette | Qualité                                                                      |
| ---------------------------------------- | ----------------------------- | ------------------ | --------- | ---------------------------------------------------------------------------- |
| Les données manquantes sont à compléter. |                               |                    |           |                                                                              |
|                                          |                               |                    |           |                                                                              |
| XIXe siècle                              |                               | M. Léger           |           |                                                                              |
|                                          |                               |                    |           |                                                                              |
| 1923                                     | 1959                          | Pierre Gillouard   |           | Agriculteur, chef de la Résistance locale Membre de l'académie d'Agriculture |
| 1977                                     | 1995                          | Philippe Gautier   |           | Agriculteur                                                                  |
|                                          |                               |                    |           |                                                                              |
| mars 2001                                | mars 2008                     | Élisabeth Gourdain |           |                                                                              |
| mars 2008                                | mai 2012                      | Gérard Lubrano     |           | retraité Démissionnaire                                                      |
| juin 2012,                               | mai 2020                      | Pierre Corade      |           | Ingénieur à la retraite                                                      |
| mai 2020                                 | En cours (au 19 février 2025) | Laura Catry        |           | Cadre retraitée                                                              |

## Équipements et services publics
La commune est dépourvue en 2020 de commerces et d'équipements culturels.

### Enseignement
Depuis la fermeture de l'école communale, en 2017, les enfants de Montjavoult  sont scolarisés avec ceux d'Hadancourt-le-Haut-Clocher et de Serans dans le cadre d'un regroupement pédagogique intercommunal dont les écoles sont dans ces deux villages,.

### Santé et solidarité
Une maison d'assistance maternelle a ouvert en 2021 dans les locaux de l'ancienne école, habilitée à accueillir seize enfants âgés de 2 mois et demi à 3 ans.
La maison d’enfants à caractère social (MECS) « La Clé des Champs » est implantée depuis 1891 dans la commune. Elle accueille trente cinq enfants qui lui sont confiés par l’aide sociale à l'enfance du département de l’Oise sur décision de justice.

## Population et société

### Démographie
Les habitants sont les Montjoviciens.

#### Évolution démographique
L'évolution du nombre d'habitants est connue à travers les recensements de la population effectués dans la commune depuis 1793. Pour les communes de moins de 10 000 habitants, une enquête de recensement portant sur toute la population est réalisée tous les cinq ans, les populations de référence des années intermédiaires étant quant à elles estimées par interpolation ou extrapolation. Pour la commune, le premier recensement exhaustif entrant dans le cadre du nouveau dispositif a été réalisé en 2006.

En 2022, la commune comptait 525 habitants, en évolution de +8,92 % par rapport à 2016 (Oise : +0,87 %, France hors Mayotte : +2,11 %).
| 1793 | 1800 | 1806 | 1821 | 1831 | 1836 | 1841 | 1846 | 1851 |
| ---- | ---- | ---- | ---- | ---- | ---- | ---- | ---- | ---- |
| 650  | 642  | 615  | 661  | 642  | 626  | 654  | 702  | 654  |

| 1856 | 1861 | 1866 | 1872 | 1876 | 1881 | 1886 | 1891 | 1896 |
| ---- | ---- | ---- | ---- | ---- | ---- | ---- | ---- | ---- |
| 628  | 579  | 539  | 525  | 543  | 513  | 475  | 456  | 441  |

| 1901 | 1906 | 1911 | 1921 | 1926 | 1931 | 1936 | 1946 | 1954 |
| ---- | ---- | ---- | ---- | ---- | ---- | ---- | ---- | ---- |
| 421  | 441  | 477  | 386  | 434  | 378  | 361  | 431  | 394  |

| 1962 | 1968 | 1975 | 1982 | 1990 | 1999 | 2006 | 2011 | 2016 |
| ---- | ---- | ---- | ---- | ---- | ---- | ---- | ---- | ---- |
| 366  | 313  | 292  | 324  | 449  | 465  | 496  | 475  | 482  |

| 2021 | 2022 | - | - | - | - | - | - | - |
| ---- | ---- | - | - | - | - | - | - | - |
| 510  | 525  | - | - | - | - | - | - | - |

### Manifestations culturelles et festivités
L’association  Le Bonheur est dans le pré a organisé en juin 2023 le festival de toutes les musiques Musicavoult dans et près de l'église,.

### Sports et loisirs
Le club équestre des Nonains est implanté au hameau de Beaugrenier. Ses cavalières ont participé au championnat de France de saut d’obstacles de 2023 à Lamotte-Beuvron.

#### Pyramide des âges
La population de la commune est relativement jeune.
En 2018, le taux de personnes d'un âge inférieur à 30 ans s'élève à 35,8 %, soit en dessous de la moyenne départementale (37,3 %). À l'inverse, le taux de personnes d'âge supérieur à 60 ans est de 25,6 % la même année, alors qu'il est de 22,8 % au niveau départemental.
En 2018, la commune comptait 254 hommes pour 227 femmes, soit un taux de 52,81 % d'hommes, largement supérieur au taux départemental (48,89 %).
Les pyramides des âges de la commune et du département s'établissent comme suit.
| Hommes | Classe d’âge | Femmes |
| ------ | ------------ | ------ |
| 0,4    | 90 ou +      | 0,4    |
| 5,1    | 75-89 ans    | 9,4    |
| 18,6   | 60-74 ans    | 17,4   |
| 23,6   | 45-59 ans    | 19,9   |
| 15,3   | 30-44 ans    | 18,4   |
| 18,8   | 15-29 ans    | 13,6   |
| 18,2   | 0-14 ans     | 21,0   |

| Hommes | Classe d’âge | Femmes |
| ------ | ------------ | ------ |
| 0,5    | 90 ou +      | 1,4    |
| 5,5    | 75-89 ans    | 7,6    |
| 15,6   | 60-74 ans    | 16,3   |
| 20,8   | 45-59 ans    | 20     |
| 19,4   | 30-44 ans    | 19,4   |
| 17,6   | 15-29 ans    | 16,2   |
| 20,6   | 0-14 ans     | 19,1   |

## Économie

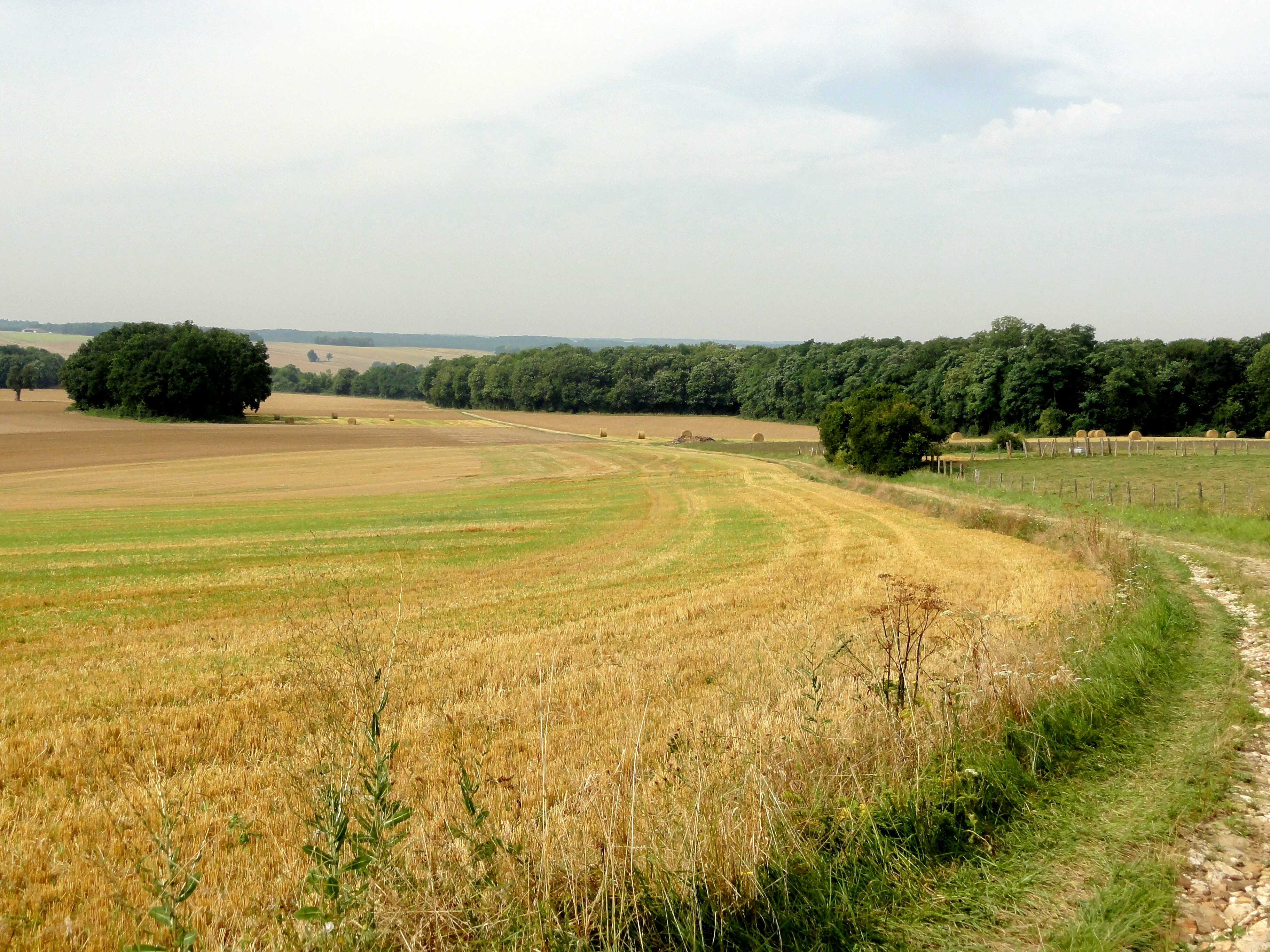
La campagne après la moisson, vue depuis le GR 125.

La commune est essentiellement agricole.

## Culture locale et patrimoine

### Lieux et monuments
Montjavoult compte un monument historique sur son territoire : 
- Église Saint-Martin (classée monument historique par arrêté du 22 octobre 1913[40]) : Bâtie sur le sommet d'une butte, à 207 m d'altitude, elle marque le paysage à plusieurs kilomètres à la ronde, et représente l'un des principaux monuments de l'ancien canton de Chaumont-en-Vexin. Son grand portail Renaissance, bâti vers 1565 par Jean Grappin, de Gisors, constitue son élément le plus remarquable. À l'instar du volumineux clocher de la même époque qui le jouxte à l'ouest, il serait digne d'une grande église de ville. À l'intérieur, le collatéral sud voûté à la même hauteur que le vaisseau central, forme avec la nef un vaste volume unifié de proportions élancées, inattendu dans un village aujourd'hui sans importance. Son style flamboyant tardif intègre quelques éléments Renaissance. Le reste de l'église est beaucoup plus modeste, et a été édifié majoritairement entre la fin du XVe siècle et le premier quart du XVIe siècle dans le style gothique flamboyant, en reprenant en partie des structures plus anciennes, notamment la base d'un clocher central du XIIe siècle. Dans la nef tout comme dans le chœur et ses collatéraux, l'on observe des types de piliers atypiques et des manières particulières de faire retomber les voûtes, ce qui permet de conclure à un lien de parenté avec l'église de Parnes. Cependant, une partie subsiste encore de l'église romane du XIe siècle. Il s'agit du bas-côté nord de la nef, qui s'ouvre par trois arcades en plein cintre sans style particulier, mais possède à l'intérieur une voûte en berceau très ancienne renforcée par quatre arcs-doubleaux déformés sous le poids de la voûte[41],[19].

L'église Saint-Martin
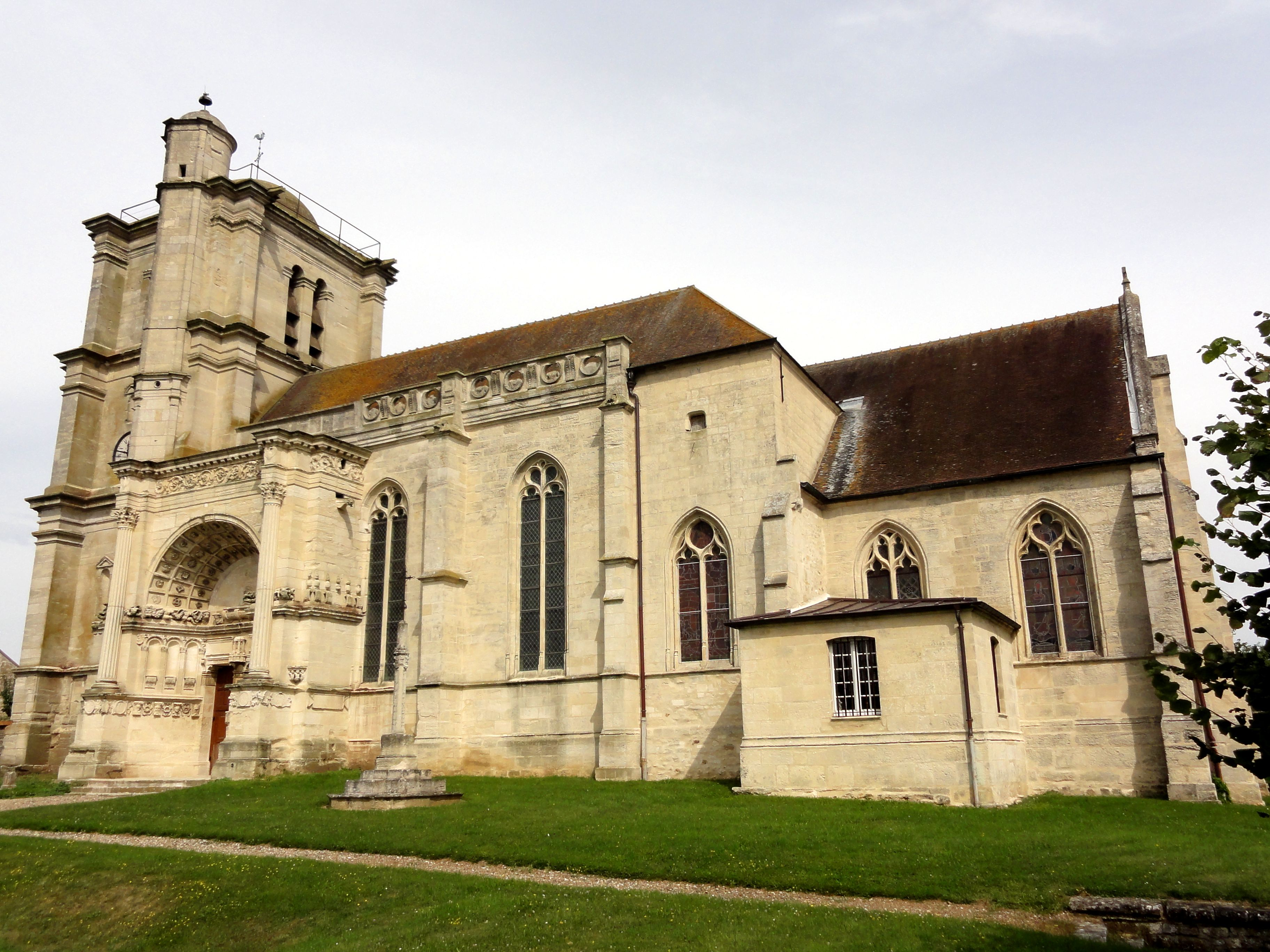
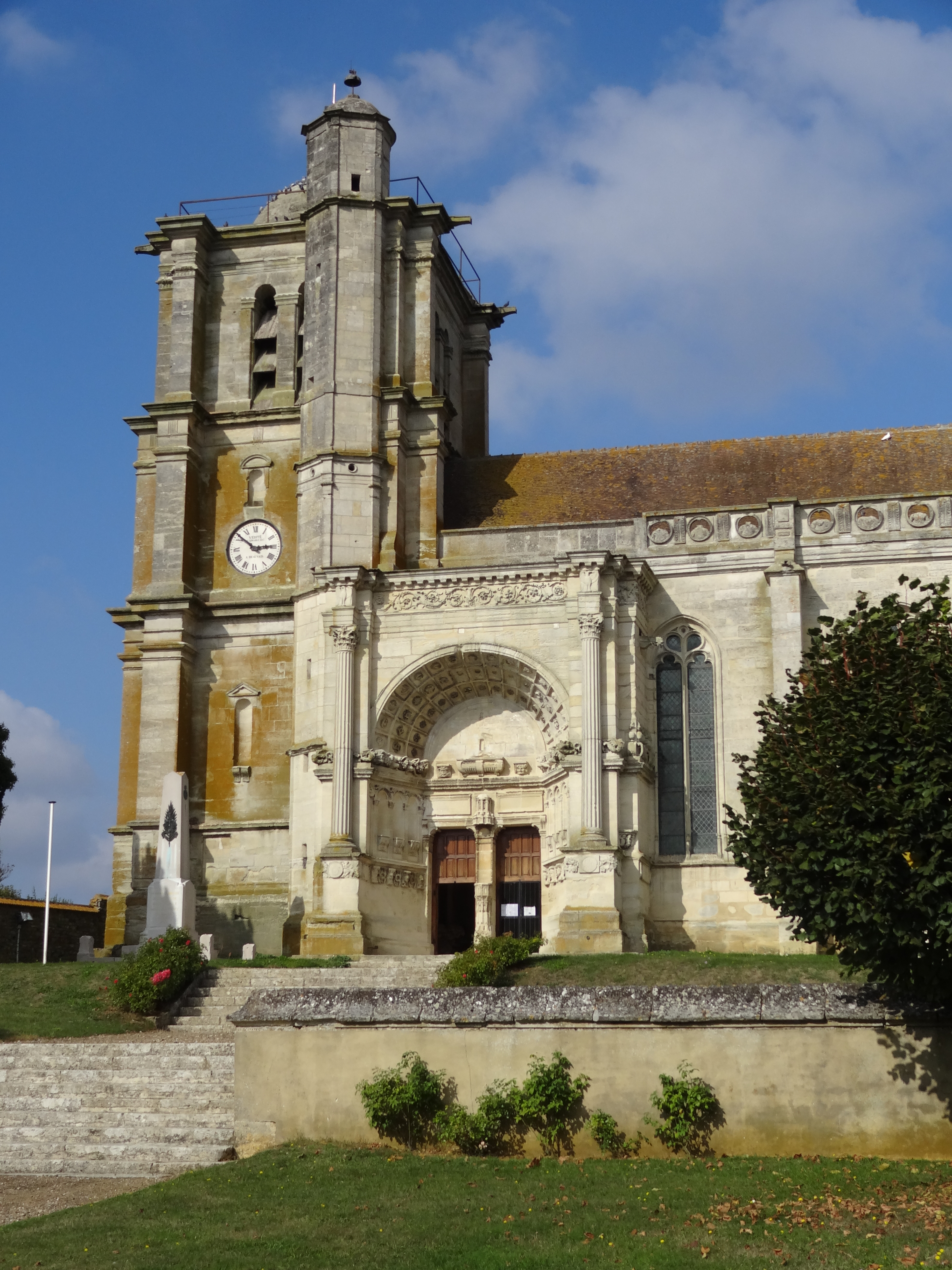
Le clocher et le portail.
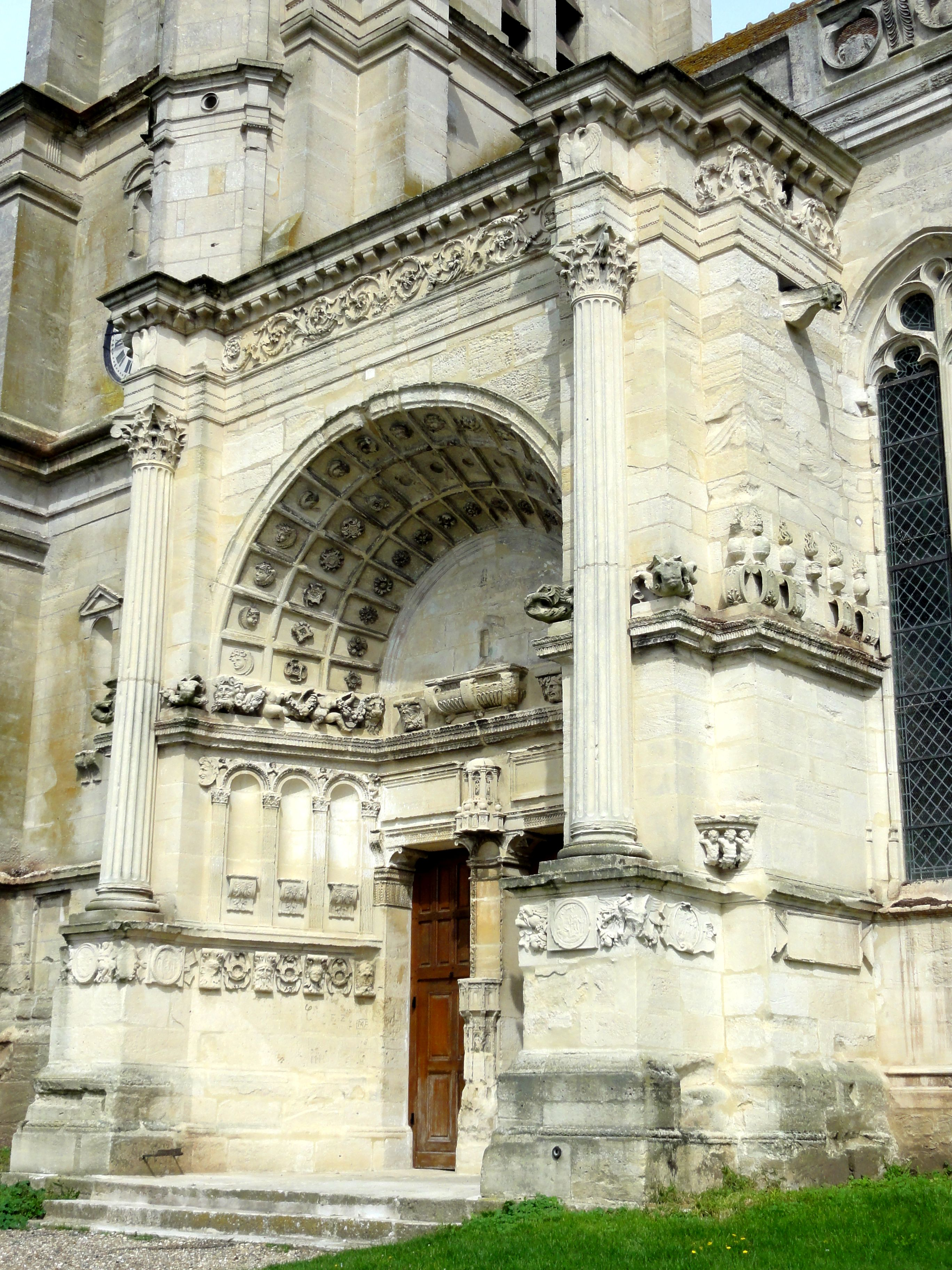
Le porche du portail...
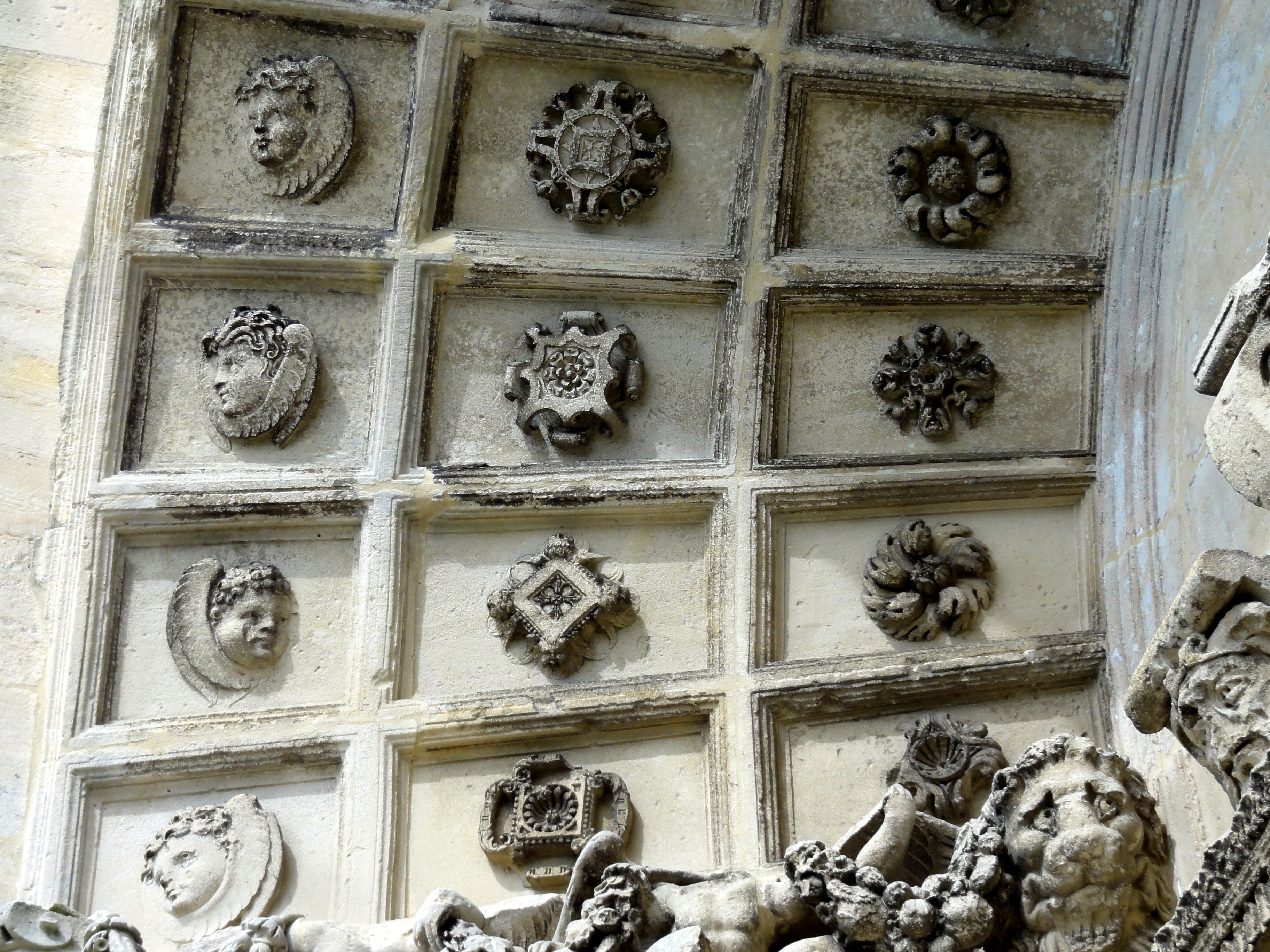
... et un de ses détails.
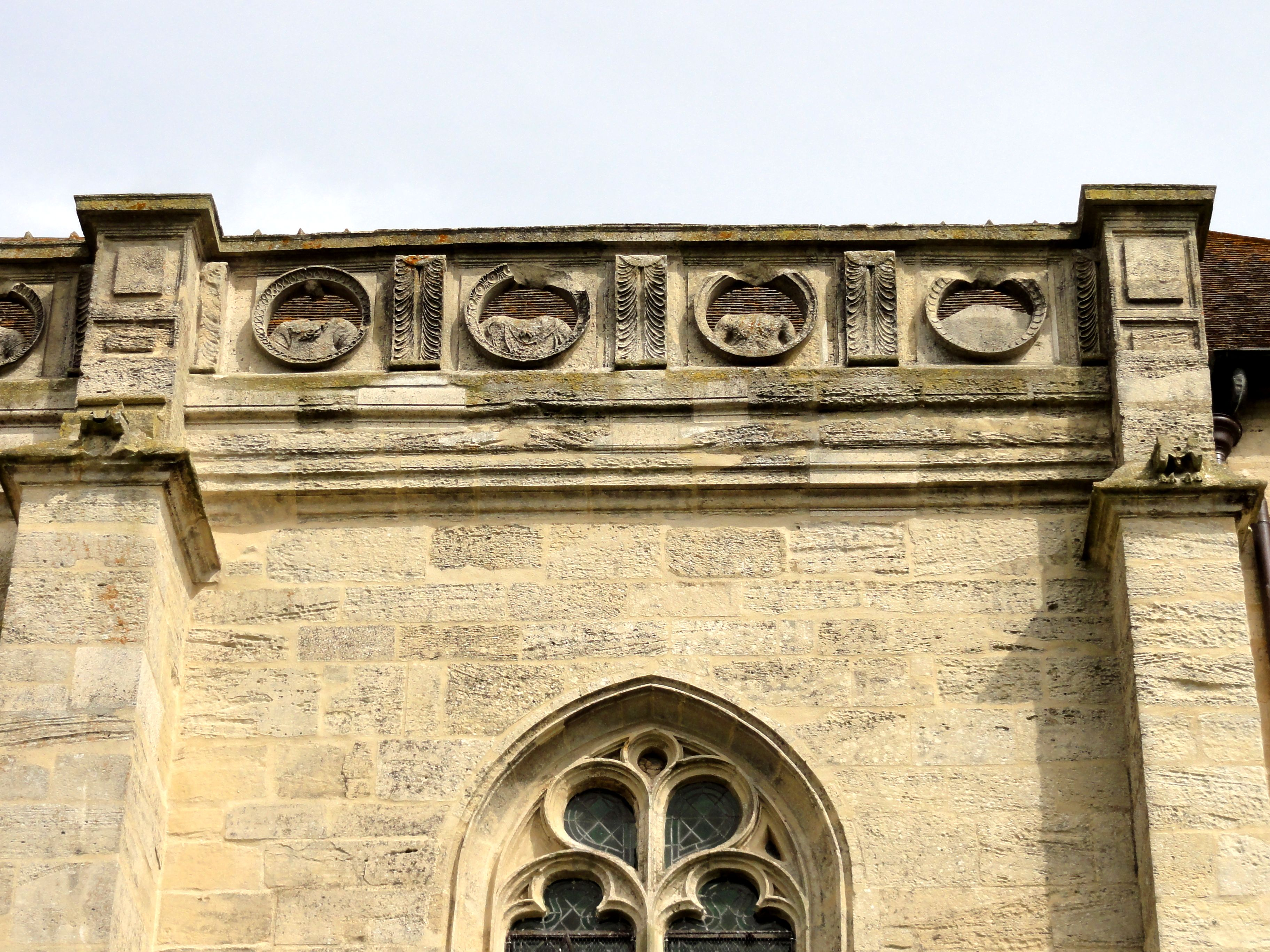
Détail de la façade sud.
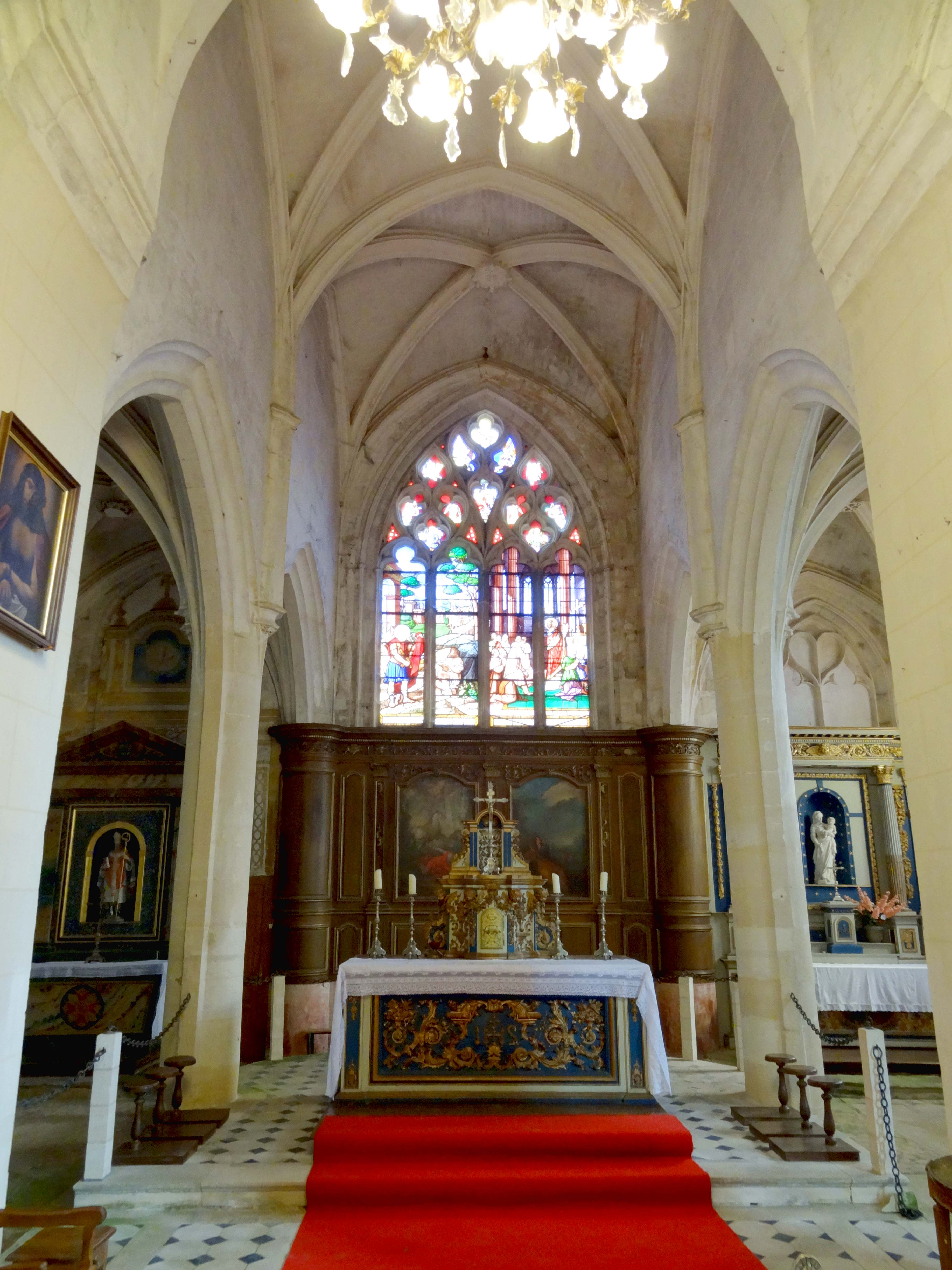
Le chœur.
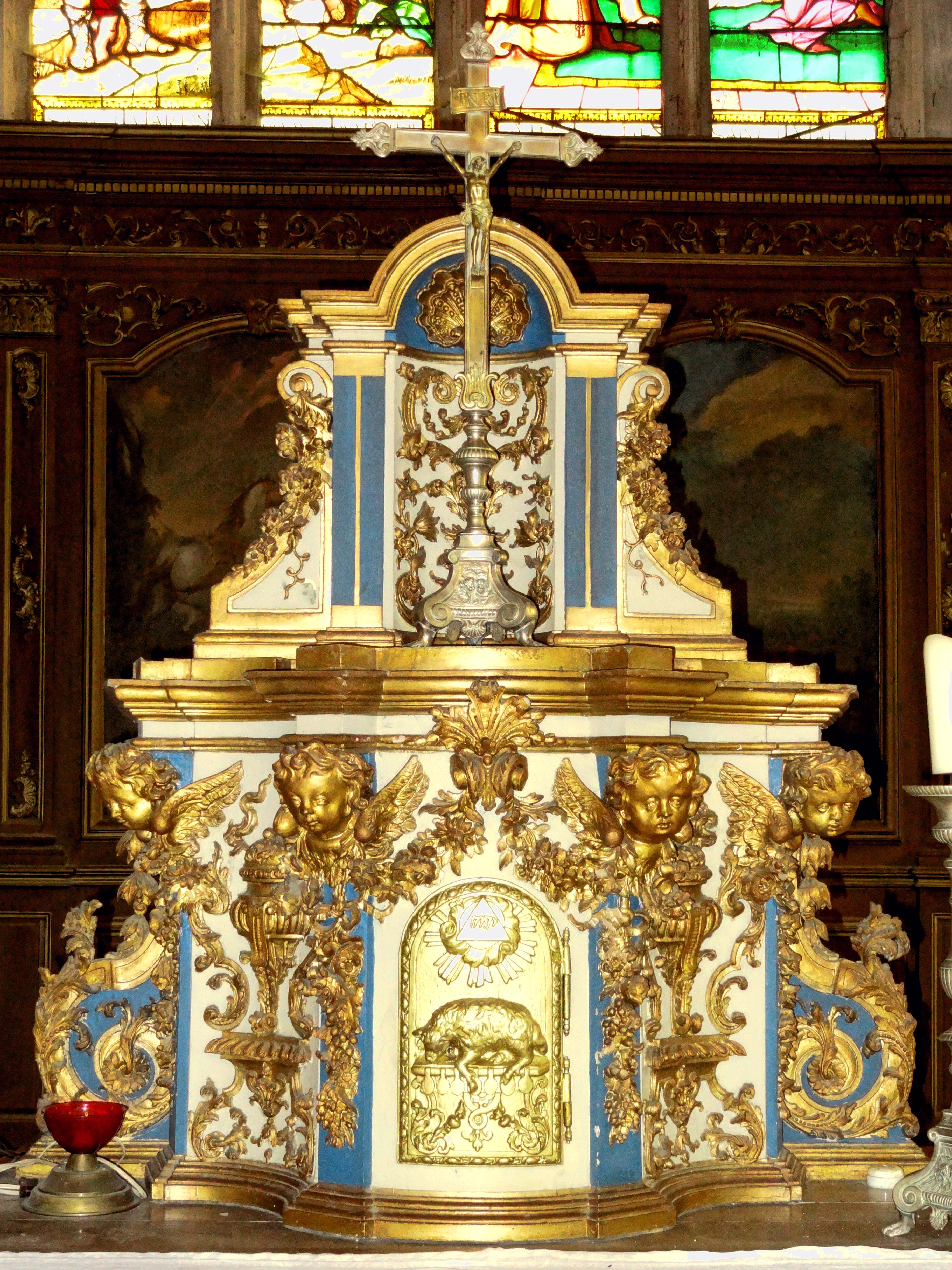
Le tabernacle.
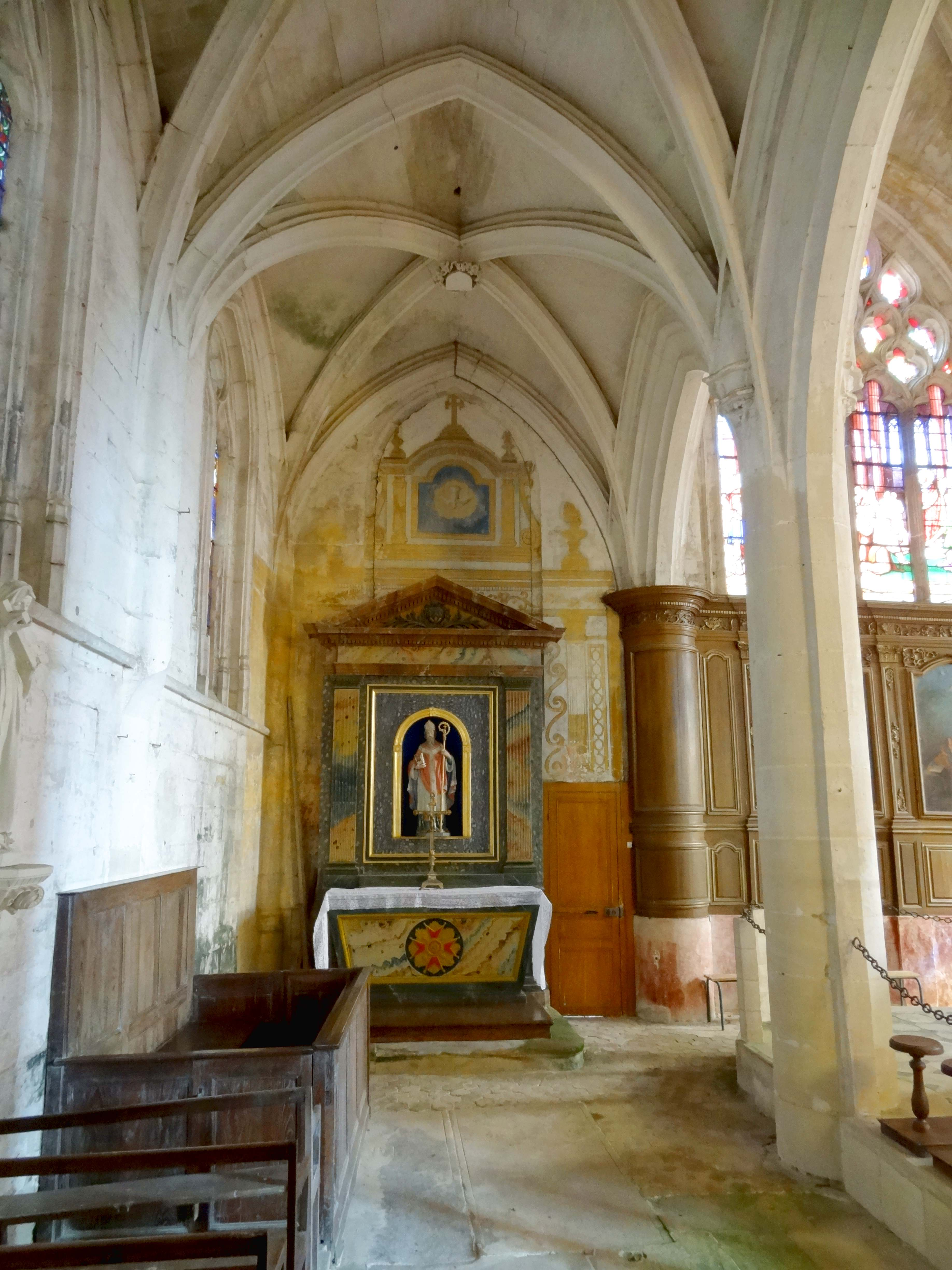
Autel du bas-côté nord.
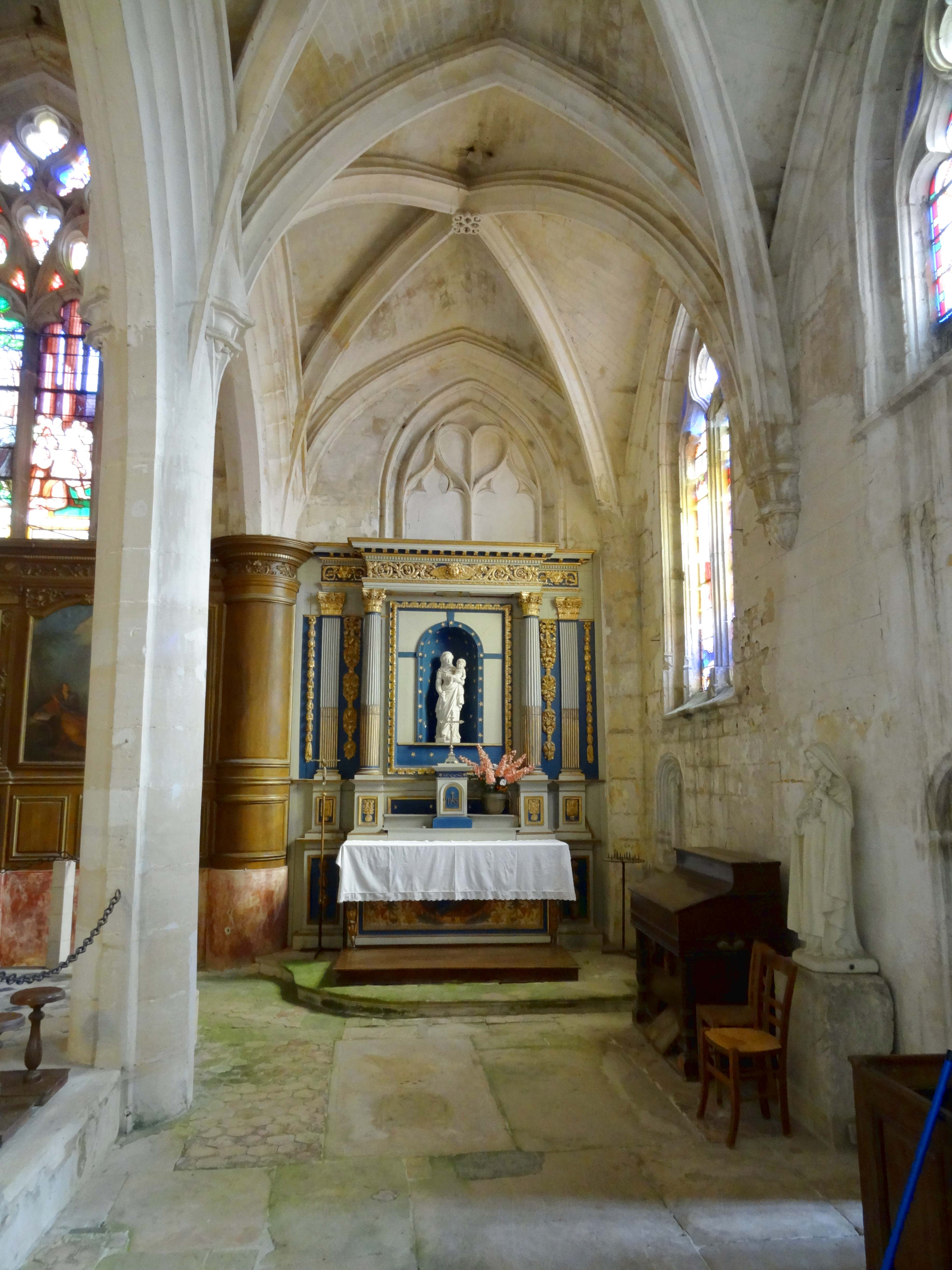
Autel du bas-côté sud.
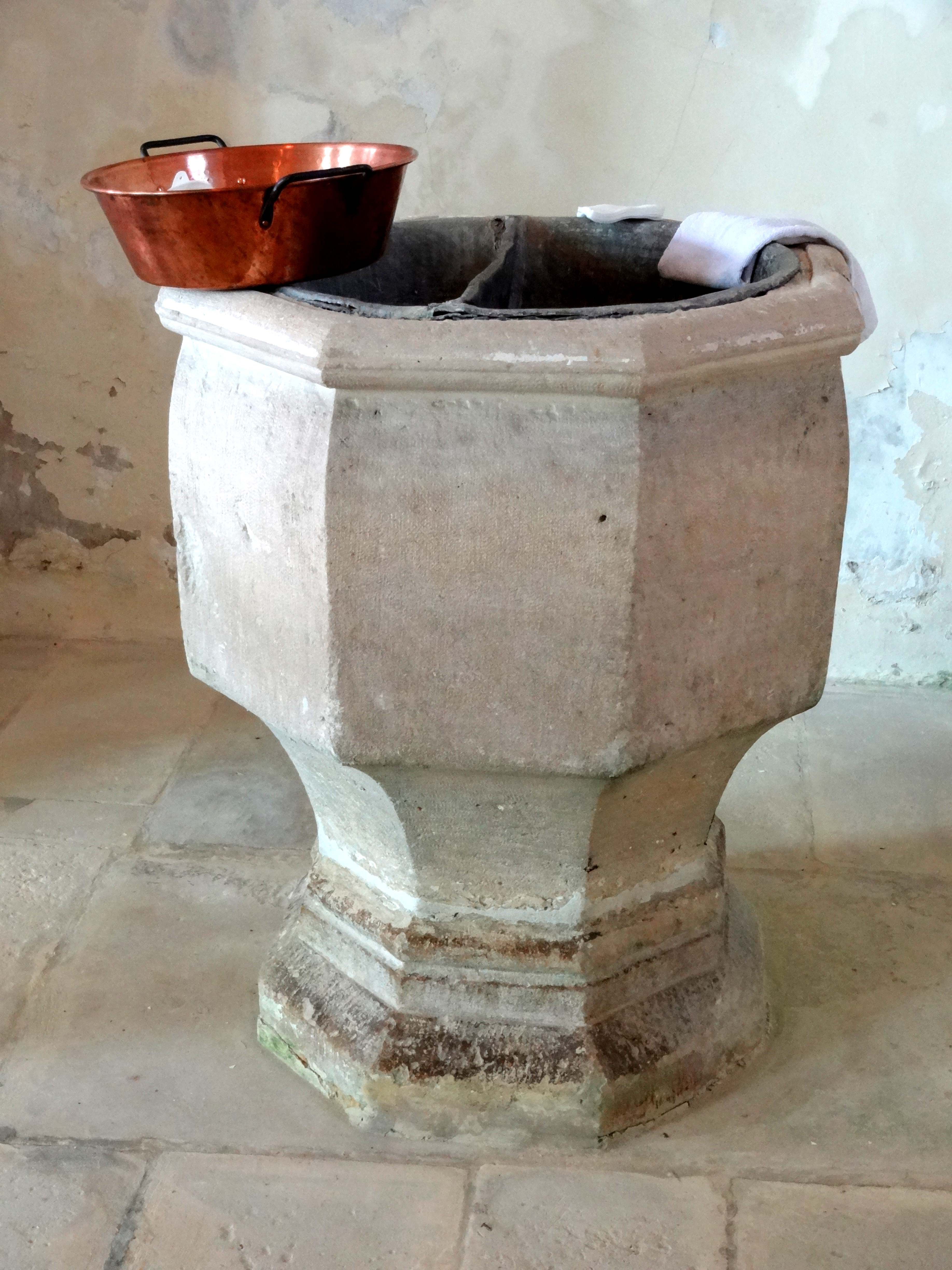
Les fonts baptismaux.

On peut également signaler :
- Ancienne croix de cimetière devant l'église, de style gothique.
- Ancien lavoir de Valécourt.
- Château du Bout-du-Bois, château fort remanié aux XVe, XVIIe et XIXe siècles (propriété privée)[42],[19].
- Manoir d'Hérouval, XVIe siècle[43].
- Pigeonnier du XVIIe siècle à Hérouval[19]
- Allée couverte d'Hérouval, fouillée par Antoine Passy, puis réenfouie[44].
- Sentiers de randonnée permettant de découvrir les panoramas du village[45],[19],[46].

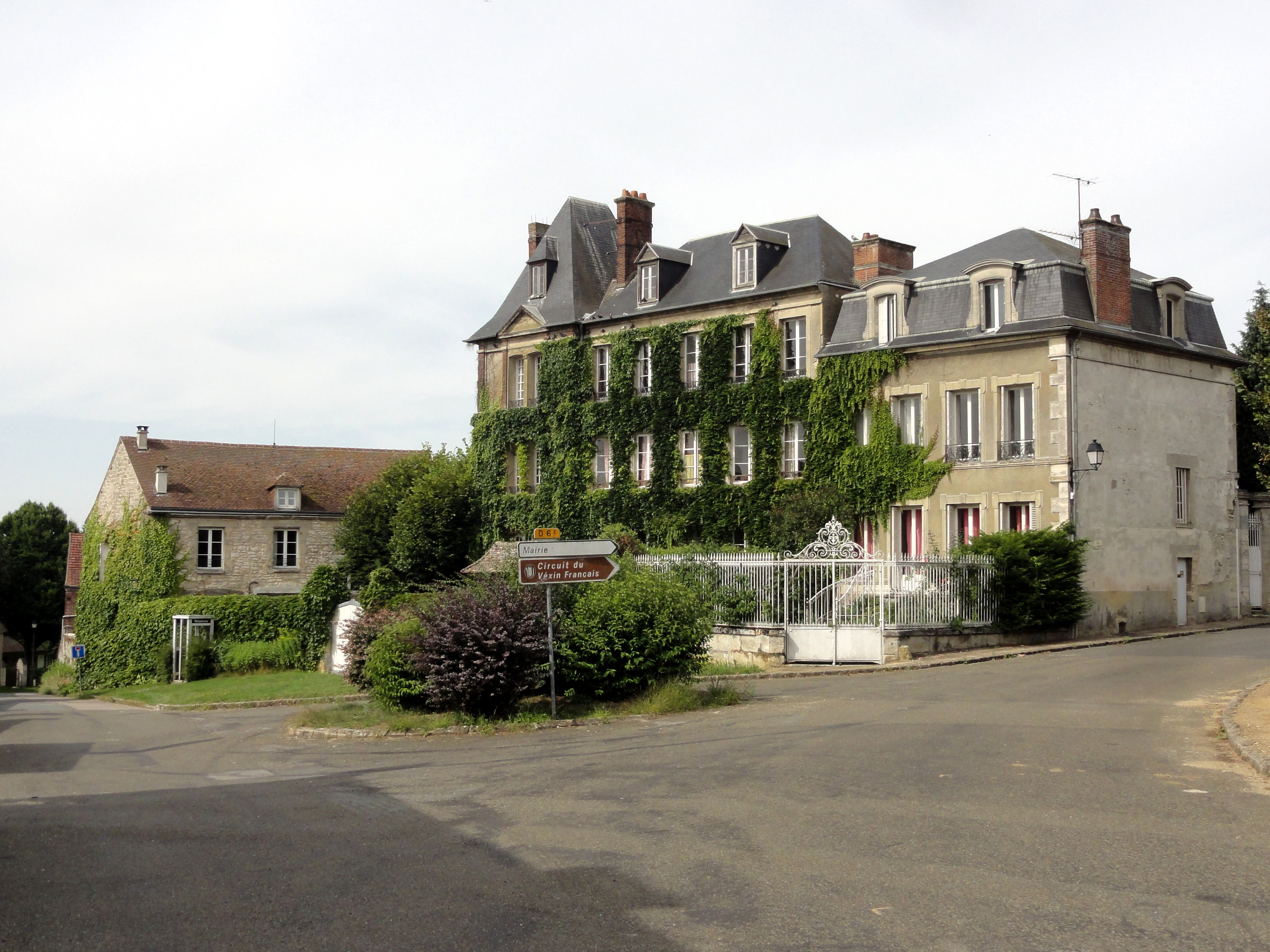
Le manoir, rue Denfer.
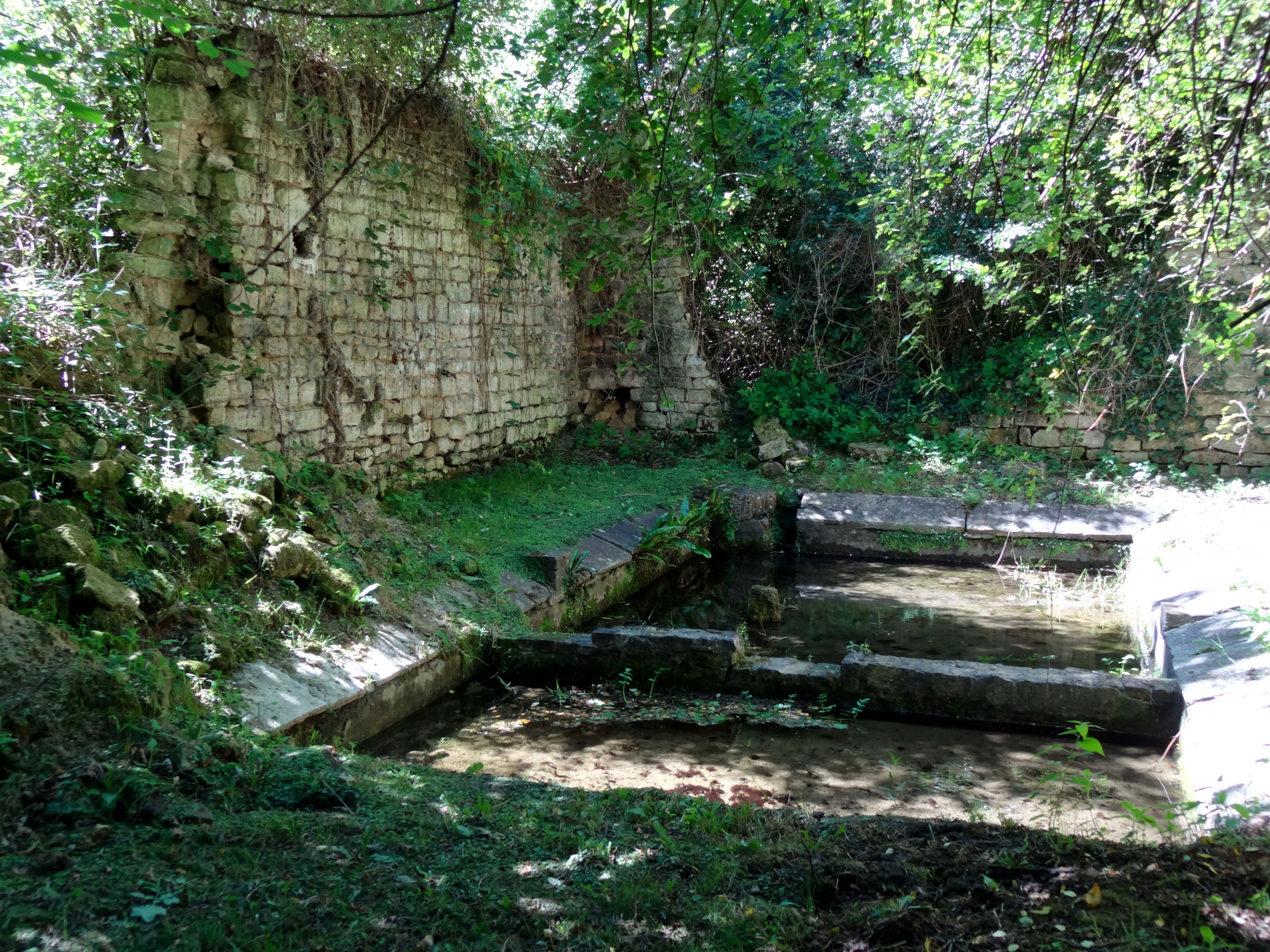
Ancien lavoir de Valécourt.
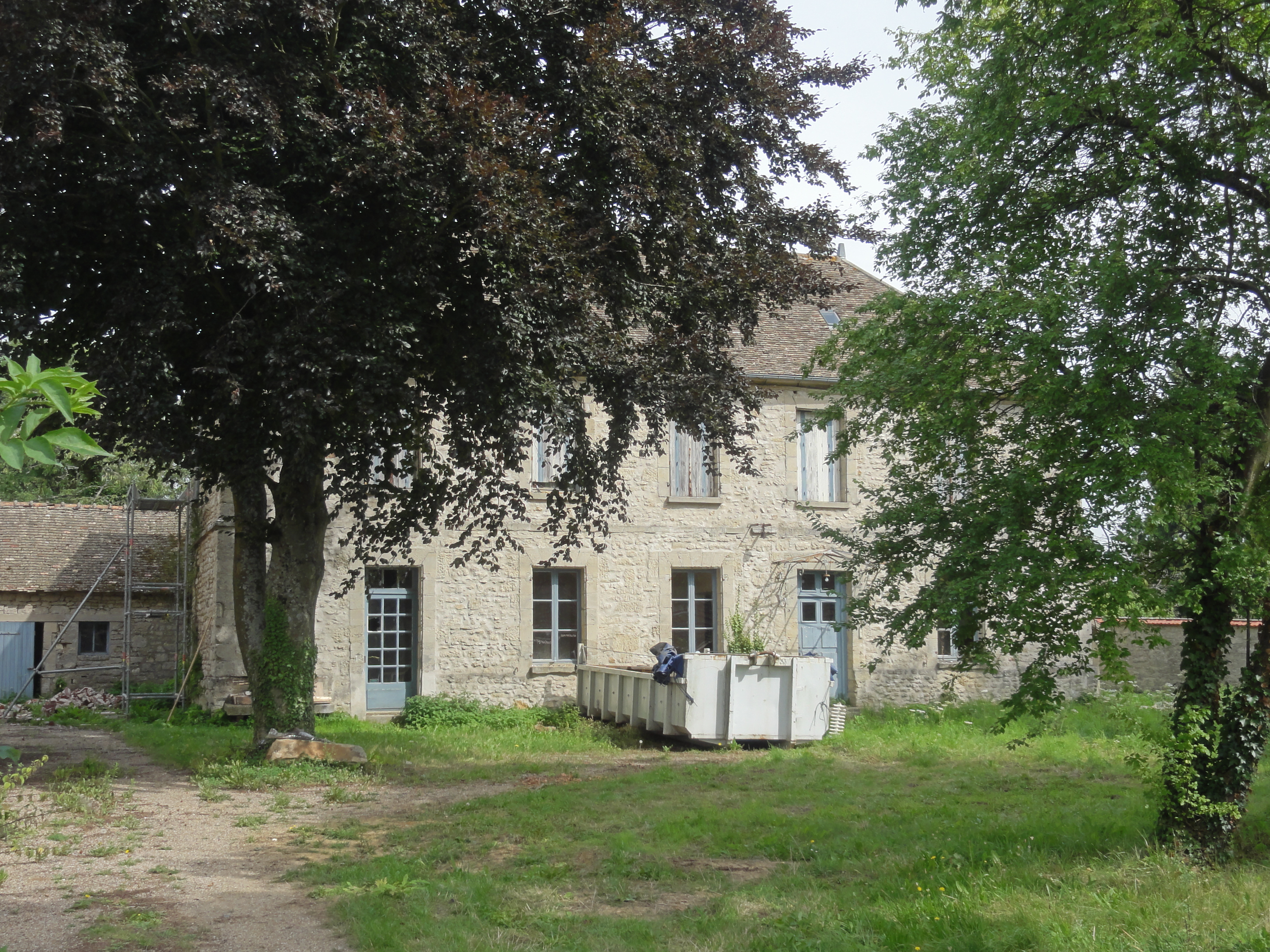
Le presbytère.
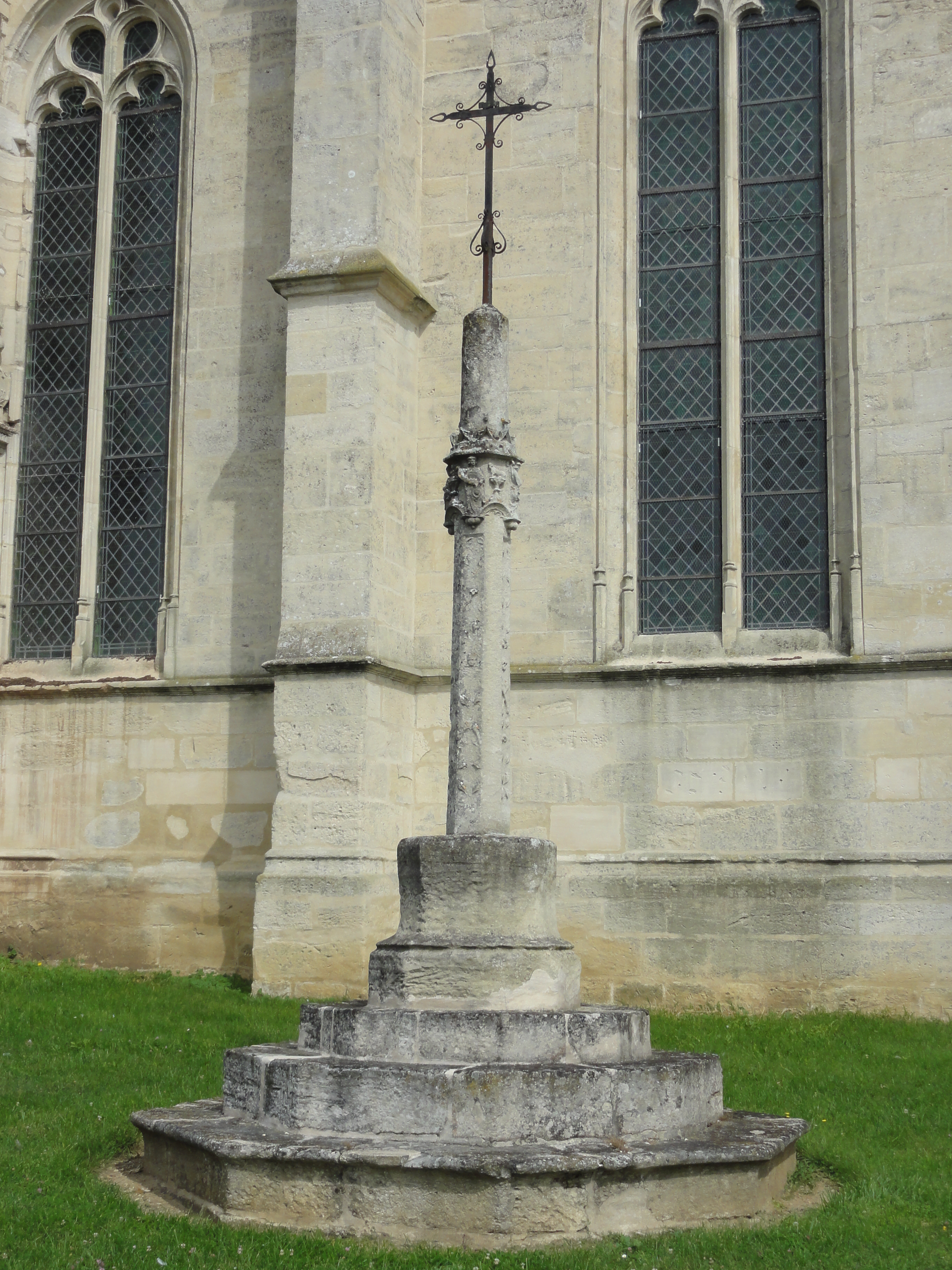
Ancienne croix de cimetière, devant l'église....
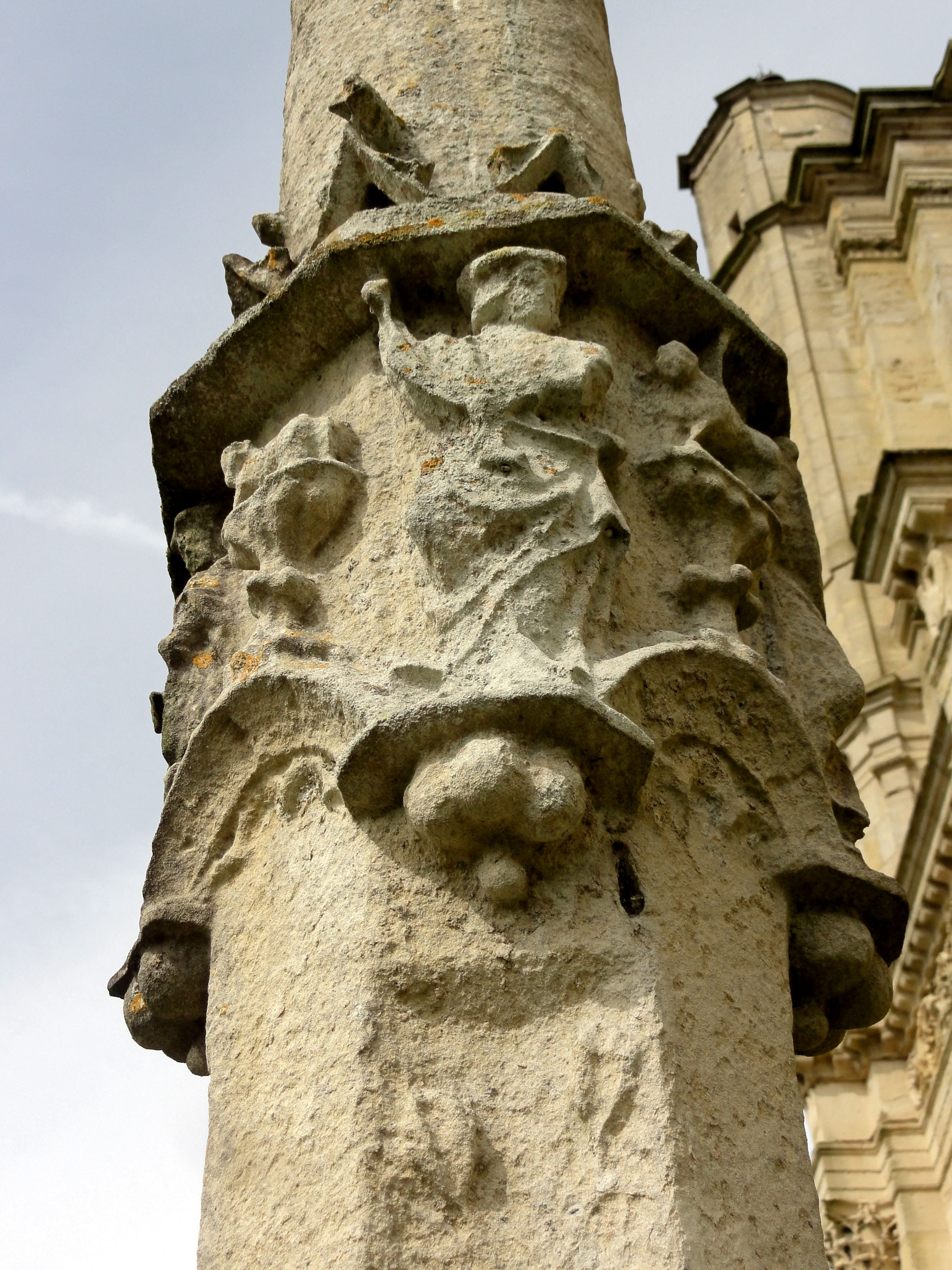
...et détail de son fut sculpté.
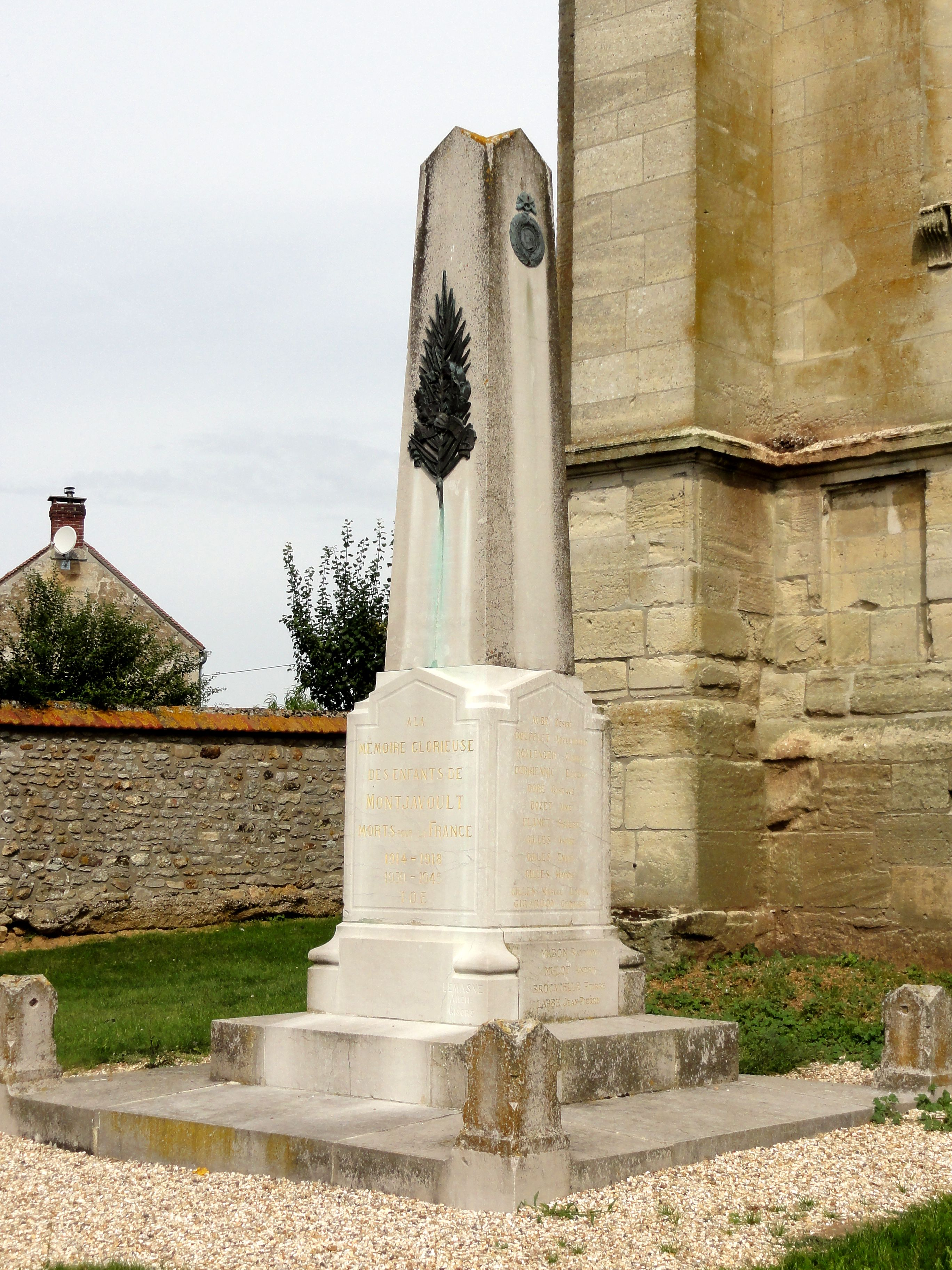
Monument aux morts.

### Personnalités liées à la commune
- Antoine Vion d'Hérouval (1606-1689), érudit et historien, auditeur à la Chambre des Comptes, résidant au manoir d'Hérouval, seigneur d'Hérouval[23].
- Jean de Chaumont-Quitry (1583-1667), seigneur de Boisgarnier (Beaugrenier), garde des livres du cabinet du roi[47].
- Alexandre Sanson-Davillier (1793-1863), banquier et industriel, régent de la Banque de France et membre éminent des deux cents familles, un des gérants de la filature de Gisors, résidant au manoir d'Hérouval[23].
- Simone de Villeneuve-Bargemont (1872-1937), sculpteur, résidant au château du Bout-du-Bois[48].
- Théophile Lorriaux (1838-1910), pasteur, fondateur de l'Œuvre des Trois-Semaines (la Clé des Champs)[49], œuvre continuée par son fils Robert, mort à Montjavoult en 1952..
- Marcel Dumont (1892-1978), instituteur et secrétaire de mairie[24].
- Louis Coache (1920-1994), prêtre intégriste, curé de Montjavoult, organise dans les années 1960 des pèlerinages très suivis sur place, à la grande joie du cafetier du village.
- Dado (1933-2010) et Hessie (1936-2017), peintre et artiste textile contemporaine installés dans les années 1960 dans le moulin d'Hérouval[50].
- Aymar Pezant (1846-1916), peintre animalier français des XIXe et XXe siècles.
- Matthieu Gourdain, né en 1974, champion olympique de sabre.
- Jeanne Lamboux (1881-1954), infirmière, reconnue juste parmi les nations, pour avoir sauvé deux fillettes juives en les hébergeant chez elle[51]. Une stèle implantée en 2022 honore sa mémoire[52],[53].

### Montjavoult dans les arts et la culture
- La scène du mariage au début du film Les Aventures de Rabbi Jacob a été tournée devant l'église de Montjavoult[54].

### Héraldique
| Blason de Montjavoult | Blason  | D'or au sautoir ancré d'azur chargé en cœur d'une fleur de lis du champ, soutenu de deux doloires adossées de gueules, celle de dextre posée en barre, l'autre en bande. |
| Blason de Montjavoult | Détails | Armes empruntées à des seigneurs de la commune : les Broglie (sautoir ancré) et les seigneurs du Bout du Bois (haches). Le statut officiel du blason reste à déterminer. |